# Vesime
Vesime (piemontiul: Vesme) település Olaszországban, Piemont régióban, Asti megyében. Lakosainak száma 601 fő (2023. január 1.). Vesime Castino, Cossano Belbo, Roccaverano, Rocchetta Belbo, San Giorgio Scarampi, Cessole és Perletto községekkel határos.

## Népesség
A település lakossága az elmúlt években az alábbi módon változott:
| Lakosok száma | 623  | 627  | 601  |
|               | 2017 | 2018 | 2023 |